# Cine de Hungría
El cine de Hungría comprende el arte del cine y películas creativas realizadas dentro de la nación de Hungría o por cineastas húngaros en el extranjero.
Hungría ha tenido una industria cinematográfica notable desde el comienzo del siglo XX, tanto dentro como fuera de sus fronteras. Algunos de sus directores más notables son István Szabó, Béla Tarr o Miklós Jancsó, personalidades como William Fox, quien fundó los Estudios Fox, Alexander Korda, que lideró la industria cinematográfica británica, o Adolph Zukor, fundador de Paramount Pictures. Entre las películas húngaras más exitosas destacan Körhinta (1956), Mefisto (1981), Werckmeister harmóniák (2000) o Kontroll (2003).
En 2011 había en territorio húngaro 411 pantallas de cine, se produjeron cinco películas de ficción, quince películas de animación y tres documentales. El cine nacional generó ese mismo año 372 millones de florines.
Por otra parte, la industria del cine pornográfico húngaro es una de las más potentes del mundo. En 2005, 300 de las 1 200 películas para adultos que se habían producido en Europa eran húngaras. En 2008, esta industria generó 636 millones de euros, lo que supuso el 0,5% del PIB del país.